# Tropicana Products
Tropicana Products, Inc.  es una compañía multinacional norteamericana, que produce principalmente bebidas de frutas. Fue fundada en 1947 por Anthony T. Rossi en Bradenton, Florida. Desde 1998, ha sido propiedad de PepsiCo. La sede de Tropicana está en Chicago. La compañía se especializa en la producción de jugo de naranja.

## Historia

### Anthony T. Rossi
Anthony T. Rossi (1900-1993) nació en la isla de Sicilia, en Italia, pero emigró a los Estados Unidos cuando tenía 21 años. Fue taxista, y tuvo en Nueva York una tienda de comestibles que se cultivaban en Virginia. Posteriormente se trasladó a Florida en 1940, donde se hizo granjero y dueño de un restaurante. Su primera participación en la industria de cítricos de Florida fueron las cajas de regalo de fruta fresca, vendidas por las tiendas Macy's y Gimbels en Nueva York.
En 1947, Rossi se estableció en Palmetto (Florida) y comenzó a empaquetar fruta de regalo en cajas y frascos de gajos de fruta para ensalada, bajo el nombre de Manatee River Packing Company. Como el segmento de negocio de la fruta creció, la empresa se trasladó a un lugar más grande en el este de Bradenton (Florida), y cambió su nombre a la Fruit Industries. Los ingredientes para las ensaladas de fruta fresca en el menú del famoso hotel Waldorf Astoria de Nueva York fueron suministrados por Fruit Industries. Al este de Bradenton, Rossi comenzó la producción de jugo de concentrado de naranja congelado, como una extensión natural del negocio de la fruta.

### Evolución deTropicana Pure Premium
En 1952, teniendo en mente el crecimiento del negocio del jugo de naranja, Rossi adquirió la compañía Grapefruit Canning en Bradenton. Los negocios de fruta fresca y de zumo naranja eran tan exitosos que interrumpió la producción de las cajas de fruta. Desarrolló la pasteurización relámpago en 1954, un proceso que eleva rápidamente la temperatura del zumo durante un escaso periodo, para preservar así su sabor fresco. Por primera vez, los consumidores podrían tener el sabor fresco de puro zumo no concentrado en un empaquetado preparado para servir. El zumo, Tropicana Pure Premium, se convirtió en el producto insignia de la compañía.
La compañía desarrolló una marca registrada de la mascota llamada Tropic-Ana, una joven muchacha descalza que lleva naranjas en su cabeza y usa ropa que parece una falda de hierba y un lei hawaiano. Ella apareció de forma destacada en las cajas de jugo e incluso en los vagones del tren utilizado para transportar los productos. El uso de su imagen fue disminuyendo y finalmente desapareció durante la década de 1980.
Ed Price fue contratado como vicepresidente ejecutivo y director en 1955 y representó a la compañía como presidente de la Comisión de Cítricos de Florida. En 1957, el nombre de la compañía se cambió a Tropicana Products, Inc. para reflejar el creciente atractivo de la marca Tropicana.

### Innovaciones en el transporte
Tropicana compró un millón de dólares en camiones refrigerados para entregar Pure Premium. Pronto, 2000 subsidiarias entregaban jugo de naranja Pure Premium cada mañana a los hogares de los consumidores. En 1958, el barco S. S. Tropicana, transportaba 1.5 millones de galones (5700 m³) de jugo a Nueva York cada semana desde la nueva base en Cabo Cañaveral (Florida). Desde 1960 a 1970, Tropicana utilizó tráileres con remolques de plataforma para mover el jugo de manera más eficiente.

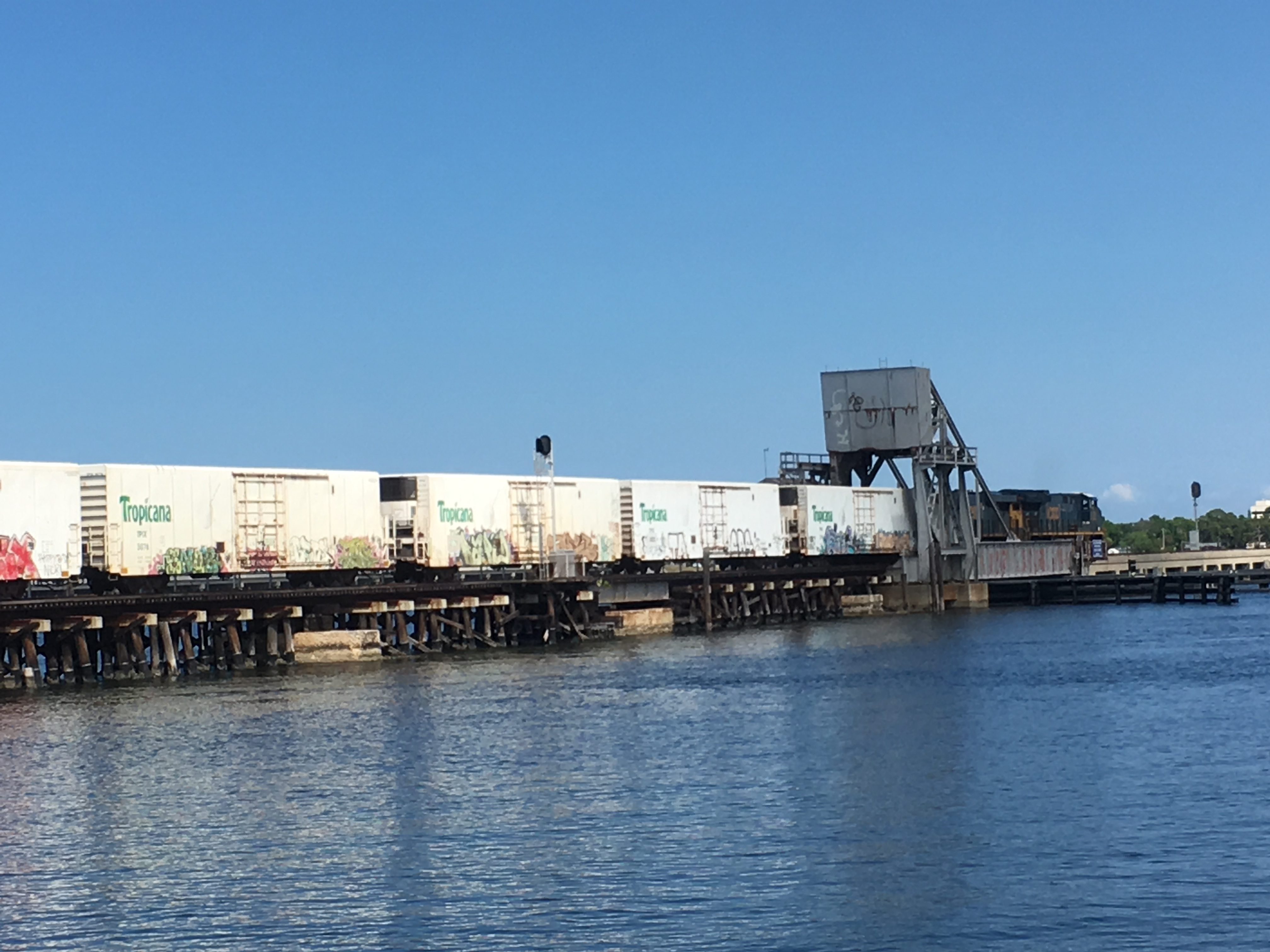
Tren de vagones Tropicana cruzando el puente del río Manatee en Bradenton, Florida.

En 1970, el jugo de naranja Tropicana fue enviado como producto terminado a través de vagones refrigerados en un viaje semanal de ida y vuelta desde Florida a Kearny (Nueva Jersey). Al año siguiente, la compañía operaba dos trenes de 65 vagones a la semana, cada uno de los cuales transportaba alrededor de 1 millón de galones (3800 m³) de jugo. El “Tren del Gran Jugo Blanco” (la primera unidad de tren de la industria alimenticia, consistente en 150 vagones aislados de 100 toneladas, fabricados en las tiendas de Fruit Growers Express en Alexandria, Virginia) comenzó su servicio el 7 de junio de 1971, con una ruta de 1250 millas (2010 km). Pronto se incorporaron otros 100 coches a la flota y se instalaron pequeñas unidades de refrigeración mecánica para mantener la temperatura constante en los días calurosos. En 2004, la flota ferroviaria de 514 automóviles de Tropicana recorrió más de 35 millones de millas, un método que consume tres veces más combustible que otros métodos de envío.
En el siglo XXI, los trenes CSX de jugos Tropicana han sido objeto de estudios de eficiencia y han recibido premios. Se consideran buenos ejemplos de cómo el transporte ferroviario moderno puede competir con éxito con el transporte por camión y otros medios para transportar productos perecederos.

### Apertura a bolsa y expansión: 1969-1997
Tropicana Products, Inc. se abrió a bolsa en 1969. Las acciones se vendieron por primera vez en el mercado de venta libre, pero obtuvieron un listado en la Bolsa de Nueva York con el símbolo TOJ. En el mismo año, se convirtió en la primera empresa de la industria de cítricos en operar su propia planta de fabricación de envases de plástico.
El vicepresidente ejecutivo Ed Price, que cumplió dos mandatos en el Senado de Florida (1958-1966), dimitió en 1972, pero se mantuvo en el consejo de administración hasta 1983.
Rossi vendió Tropicana a Beatrice Foods en 1978. Luego se jubiló y fue admitido en el Salón de la Fama de la Agricultura de Florida en 1987. Bajo la dirección de Beatrice, Tropicana tenía los recursos financieros para desarrollar más productos. En 1985, Tropicana debutó con el jugo de naranja Tropicana Pure Premium HomeStyle, que contenía pulpa añadida.
En la década de 1980, Tropicana hizo historia al ser la primera compañía en ser adquirida por The Seagram Company, Ltd. En la década siguiente, introdujeron nuevas creaciones de bebidas de jugo, incluyendo la línea naranja de mezclas de jugos embotellados y congelados.
A principios de los noventa, bajo Seagram, Tropicana también comenzó a expandir su distribución a los mercados globales. Formaron una sociedad para procesar y distribuir los jugos Kirin-Tropicana en Japón. En esa época, la compañía también distribuía Tropicana Pure Premium en Canadá, Reino Unido, Irlanda, Francia, Alemania, Argentina, Panamá y Suecia. A medida que continuaba la década de 1990, Tropicana siguió expandiéndose internacionalmente, entrando en varios países más de América Latina, Hong Kong y China.
Seagram Beverage Group adquirió el negocio global de zumos de Dole Food en 1995, incluyendo las marcas de Dole en Norteamérica, y los zumos y néctares de Dole, Fruvita, Looza y Juice Bowl en Europa. Dole fue operada por Tropicana Dole Beverages North America y Tropicana Dole Beverages International.

### Venta a PepsiCo ysigloXXI: 1998-presente
Tropicana fue adquirida por PepsiCo en 1998, que la combinó con la marca Dole con fines de comercialización, conviéndose en el líder mundial en la producción de zumos de frutas de marca.
Debido a la disminución de la productividad de la cosecha de naranjas de Florida a raíz de varias heladas perjudiciales, Tropicana comenzó a utilizar una mezcla de naranjas de Florida y brasileñas en 2007. Por causa del creciente interés de los consumidores en el origen de los productos alimenticios, la compañía anunció en febrero de 2012 que su línea Tropicana Pure Premium volvería a abastecerse sólo de naranjas de Florida. Aunque posteriormente Tropicana volvió a abastecerse de naranjas tanto de Florida como de Brasil.

### 2009: rediseño fallido
En febrero de 2009, Tropicana cambió el diseño de todos los envases vendidos en Estados Unidos a una nueva imagen creada por Arnell Group. La nueva imagen mostraba el zumo de naranja real, rediseñando la tapa para que pareciera el exterior de una naranja. Después de menos de dos meses y una caída del 20 por ciento en las ventas, Tropicana volvió a su diseño original de una naranja ensartada por una pajilla para beber.

### 2010: tamaño del envase
A principios de 2010, Tropicana redujo el tamaño de su tradicional cartón de 64 onzas (189 cl) a 59 onzas (174 cl) en el mercado estadounidense y mantuvo el precio original. Este cambio representó un aumento del 7.8 % en el precio por onza para los consumidores.

## Elaboración del zumo
Tropicana cuenta con más de 12 arboledas establecidas en Florida, las cuales son seleccionadas por las condiciones del suelo y las prácticas avanzadas de irrigación. La compañía es el mayor comprador de fruta de Florida y procesa alrededor de 60 millones de cajas de fruta.
Luego se lavan las naranjas y se extrae el aceite de naranja de la cáscara para capturar el sabor de la naranja, que luego se mezcla con el jugo para obtener una calidad y un sabor consistentes. Las naranjas se exprimen y el zumo fresco se pasteuriza rápidamente. Tropicana desarrolló la pasteurización rápida para minimizar el tiempo en que el jugo de naranja se expone al calor mientras proporciona la máxima nutrición y sabor.
Las naranjas tienen una temporada de cultivo limitada, y debido a la demanda de zumo durante todo el año, se desgasifica una cantidad indeterminada de zumo (una parte o la totalidad) y luego se almacena para su posterior envasado en tanques refrigerados con el fin de preservar la calidad. Los tanques asépticos protegen el zumo del oxígeno y de la luz y mantienen el líquido a temperaturas óptimas justo por encima del punto de congelación para mantener la máxima nutrición. Se ha reportado que el zumo desgaseado ya no tiene sabor a naranja y debe complementarse con aceites de naranja antes de su consumo. La pulpa también se puede mezclar en este punto, según el producto.
Los envases de cartón y plástico de Tropicana están diseñados para mantener la calidad y la frescura. Los materiales de empaque de la compañía aseguran que el jugo se mantenga fresco dentro del paquete, evitando que la humedad exterior y la luz afecten su calidad.

## Afiliaciones sin fines de lucro
En 2008, Tropicana unió fuerzas con la organización benéfica Cool Earth y comenzó en Estados Unidos la campaña Rescue Rainforest. La gente podía comprar paquetes promocionales especiales de Tropicana e ingresar el código del paquete en línea, y por cada código ingresado, 100 pies cuadrados (9.3 m²) de selva tropical podrían ser salvados. El proyecto está basado en el corredor de Ashánincas en Perú, que se encuentra en ciclo de deforestación. En junio de 2009, más de 47 000 000 pies cuadrados (4 366 442.88 m²) se habían salvado.
Junto con el lanzamiento de la iniciativa Rescue Rainforest, Tropicana ha estado tratando de reducir su huella de carbono mediante el fomento del reciclaje de cartón y el apoyo a la Iniciativa de Silvicultura Sostenible.

## Otros productos
Pepsi produce refrescos con sabor a fruta llamados Tropicana Twister Soda.
Esta línea de refrescos ha reemplazado en gran medida a los refrescos Slice de Pepsi. Tropicana también tiene aperitivos de frutas, y en el Reino Unido hace smoothies.
Trop50, presentado por Tropicana en 2009, es un zumo de naranja con un 50 por ciento menos de azúcar y calorías y sin edulcorantes artificiales (Nota: Tiene Reb A o PureVia que es una clase de planta Stevia, pero es químicamente alterada y cambiada) Trop50 está disponible en varios sabores, incluyendo manzana, granada-arándanos, piña-mango, naranja, limonada y frambuesa-limonada.
Algunos de sus zumos, diseñados para una «mayor vida útil», están coloreados con extracto de escarabajo de la cochinilla. Como esto antes avergonzaba a la compañía, usan «Carmine» en la etiqueta, que es un nombre alternativo para el tinte.
En marzo de 2011, el IRI nombró a Trop50 como una de las “10 mejores marcas de alimentos y bebidas de 2010”.
En 2010, la compañía anunció que para enero de 2011 lanzaba una edición limitada de Tropolis, un puré de frutas.

## Derechos de nombre

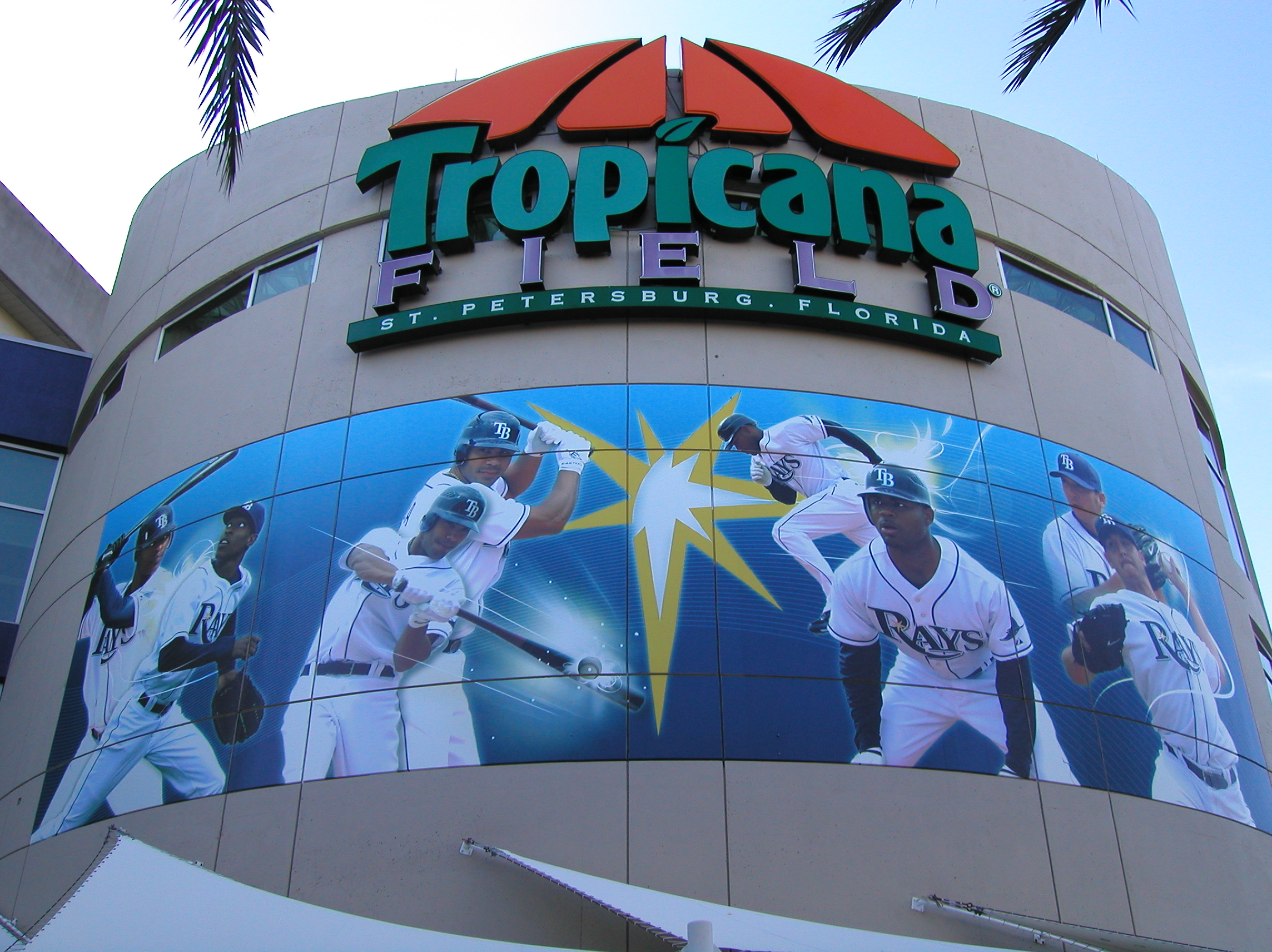
Fachada del estadio Tropicana Field, en 2008.

Tropicana patrocina el Tropicana Field en San Petersburgo (Florida), la sede del equipo de béisbol Tampa Bay Rays. El nombre del equipo de béisbol Bradenton Juice de la Liga de la Costa Sur está de algún modo relacionado con Tropicana.

## Sede
Tropicana Products tiene su sede en Chicago. PepsiCo, la compañía matriz de Tropicana, planeó comenzar a trasladar a los empleados de Tropicana a sus instalaciones existentes en Chicago en el primer trimestre de 2004. PepsiCo trasladó Tropicana a Chicago para consolidar todas sus marcas de jugos en una sola unidad con sede en esa ciudad.
Hasta 2004, Tropicana Products tenía su sede en el edificio de oficinas Rossi de cuatro pisos en Bradenton (Florida). El edificio de oficinas de clase A, que se terminó de construir en 2002, entró en el mercado inmobiliario por 20 millones de dólares en 2004. En 2007, se vendió a Bealls Inc. de Florida. El edificio de 149 000 pies cuadrados (13 800 m²) fue rebautizado como E. R. Beall Center. El Beall Center, cuya construcción costó 33 millones de dólares, tuvo un valor de tasación de 38 millones de dólares en 2005. El antiguo edificio Tropicana cuenta con una cafetería de 10 000 pies cuadrados (930 m²), un gimnasio de 6000 pies cuadrados (560 m²) y un espacio para reuniones de 24 000 pies cuadrados (2200 m²).